# خمره
خمره به کوزه‌های رسی بزرگ گفته می‌شود که بیشتر برای تهیه و نگهداری شراب یا سرکه و در گذشته  ذخیره مواد غذایی مورد استفاده قرار می‌گیرد. در تمدن‌های باستانی مثل تمدن سیلک کاشان از خمره برای تدفین مردگان استفاده می‌شد.